# Иваниш (Алба)
Иваниш (рум. Ivăniș) насеље је у Румунији у округу Алба у општини Интрегалде. Oпштина се налази на надморској висини од 667 m.

## Становништво
Према подацима из 2002. године у насељу је живело 97 становника, од којих су сви румунске националности.